# Yungipicus maculatus
El pico filipino (Yungipicus maculatus) es una especie de ave piciforme de la familia Picidae endémica de Filipinas. 

## Descripción
El pico filipino mide alrededor de 14 cm de largo. El plumaje de sus partes superiores es principalmente negro, con listado blanco, mientras que sus partes inferiores son blanquecinas con veteado negro. Presenta largas listas superciliares blancas que se prolongan por el cuello, y bigoteras también blancas. Los machos tienen la parte posterior del píleo de color rojo. Su pico es puntiagudo y de color gris oscuro con la punta negra.

## Taxonomía
Anteriormente se incluía en este taxón al pico de Joló (D. ramsayi), que actualmente se considera una especie separada. Estas dos especies junto con el pico de Célebes (D. temminckii) forman una superespecie. Suponen la prolongación sureste del gran grupo de D. moluccensis, la mayor radiación de Dendrocopos en el sureste asiático.

## Distribución y hábitat
El pico filipino se encuentra en la mayor parte del archipiélago filipino, excepto los subarchipiélagos de Joló y Palawan, al sur y oeste respectivamente. Su hábitat natural son los bosques húmedos tropicales.